# NEGR1
NEGR1‏ (Neuronal growth regulator 1) هوَ بروتين يُشَفر بواسطة جين NEGR1 في الإنسان.